# All Night Long (filme de 1962)
All Night Long (Brasil: Noite Insana ) é um filme britânico, de 1962, dos gêneros drama, musical e romance, dirigido por Basil Dearden e musicado por Philip Green. O roteiro, de Nel King e Peter Achilles, é livremente inspirado na peça Otelo, o Mouro de Veneza, de William Shakespeare.

## Sinopse
Um empresário reúne grandes nomes do jazz, em uma festa noturna para comemorar o aniversário de casamento de seu maior músico, um trompetista negro que é levado as beiras de um crime pelas intrigas de um cínico músico rival.

## Elenco
- Patrick McGoohan ....... Johnny Cousin
- Keith Michell ....... Cass Michaels
- Betsy Blair ....... Emily
- Paul Harris ....... Aurelius Rex
- Marti Stevens ....... Delia Lane
- Richard Attenborough ....... Rod Hamilton
- Bernard Braden ....... Lou Berger
- Harry Towb ....... Phales
- María Velasco ....... Benny